# Église Saint-Jean de La Lande-Chasles
L'église Saint-Jean est une église située à La Lande-Chasles, en France.

## Localisation
L'église est située dans le département français de Maine-et-Loire, sur la commune de La Lande-Chasles.

## Historique
L'édifice est inscrit au titre des monuments historiques en 1984.